# جان لنکس

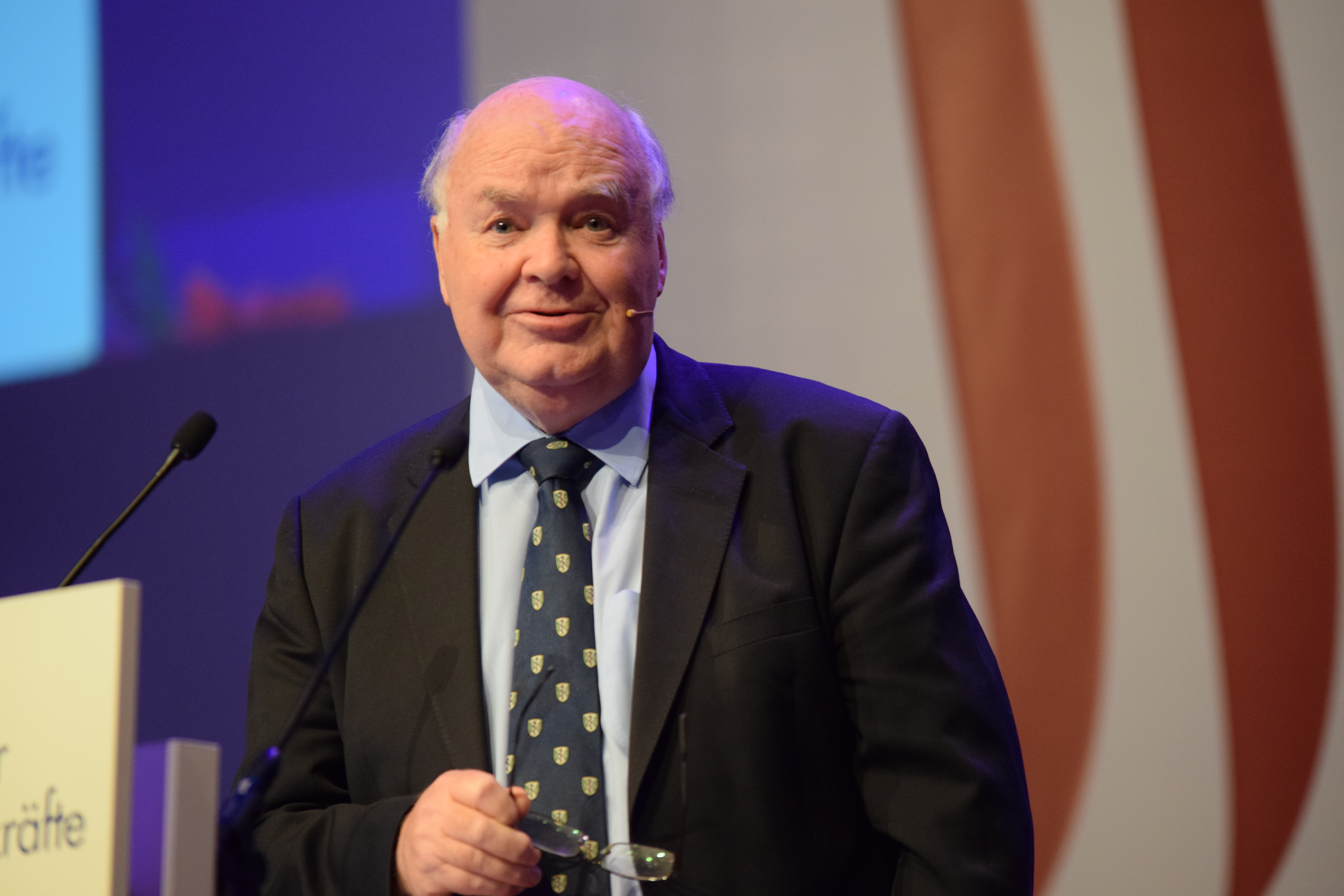

جان لنکس(زاده ۱۹۴۳) ریاضیدان و فیلسوف علم اهل ایرلند شمالی است. او استاد ریاضی در دانشگاه آکسفورد است. لنکس علاوه بر فعالیت‌های آکادمیک به مناظره و بحث با خداناباوران دربارهٔ رابطه علم و دین می‌پردازد. او خود را مسیحی معتقد می‌داند. لنکس با ریچارد داوکینز، لاورنس کراوس، کریستوفر هیچنز، و پیتر سینگر مناظره کرده‌است. لنکس به زبانهای انگلیسی، روسی، فرانسوی، آلمانی، و اسپانیایی مسلط است.